# Посейдоніс (цикл)
«Посейдоніс» (англ. Poseidonis) — це збірка фентезійних оповідань Кларка Ештона Сміта за редакцією Ліна Картера. Вперше вона була опублікована у м'якій обкладинці видавництвом Ballantine Books як п'ятдесят дев'ятий том серії фантастики для дорослих Ballantine у липні 1973 року. Це була четверта збірка творів Сміта, зібрана Картером для цієї серії. Спочатку оповідання були опубліковані в різних журналах фентезі в 1930-х і 1940-х роках, зокрема в Weird Tales.

## Основне наповнення
У книзі зібрано кілька прозових творів, віршів та оповідань, зокрема історії з авторського циклу «Посейдоніс», події яких розгортаються на залишках втраченого континенту Атлантида, а саме на Посейдонії та інших, таких як Лемурія чи деяких вигаданих королівств.

## Зміст
- «Магія Атлантиди: вступ», Лін Картер (англ. The Magic of Atlantis: An Introduction)

### Посейдоніс
- «Примітка від редактора» (вступ від Ліна Картера) (англ. Editor's Note, 1973)
- «Муза Атлантиди» (прозовий вірш) (англ. The Muse of Atlantis, 1973)
- «Останнє заклинання» (англ. The Last Incantation, 1930)
- «Смерть Малиґріса» (англ. The Death of Malygris, 1934)
- «Толомет» (англ. Tolometh, 1958)
- «Подвійна тінь» (англ. The Double Shadow, 1933)
- «Мандрівка на Сфаномої» (англ. A Voyage to Sfanomoë, 1931)
- «Вино з Атлантиди» (англ. A Vintage from Atlantis, 1933)
- «Атлантида» вірш (англ. Atlantis: a poem, 1912)

### Лемурія
- «Примітка від редактора» (англ. Editor's Note)
- «У Лемурії» (поема) (англ. In Lemuria, 1921)
- «Пожертва Місяцю» (англ. An Offering to the Moon, 1953)
- «Незвіданий острів» (англ. The Uncharted Isle, 1930)
- «Лемурієна» (поeма) (англ. Lemurienne, 1923)

### Птолемідис
- «Примітка від редактора» (англ. Editor's Note)
- «Богоявлення смерті» (англ. The Epiphany of Death, 1934)

### Інші королівства
- «Примітка від редактора» (англ. Editor's Note)
- «У Кокайні» (прозовий вірш) (англ. In Cocaigne, 1922)
- «Симпозіум Горгони» (англ. Symposium of the Gorgon, 1958)
- «Венера Азомбеї» (англ. The Venus of Azombeii, 1931)
- «Острів Сатурна» (поема) (англ. The Isle of Saturn, 1951)
- «Корінь Ампої» (англ. The Root of Ampoi, 1949)
- «Незриме місто» (англ. The Invisible City, 1932)
- «Амітайн» (поема) (англ. Amithaine, 1950)
- «Вербовий краєвид» (англ. The Willow Landscape, 1933)
- «Тіні» (проза) (англ. The Shadows, 1922)